# Westka
Westka (955 m) lub Beskid Korbielowski – szczyt w Grupie Pilska w Beskidzie Żywiecko-Orawskim, znajdujący się na głównym grzbiecie karpackim pomiędzy Studentem (935 m) a Beskidem (873 m). Grzbietem tym przebiega granica polsko-słowacka, a także Wielki Europejski Dział Wodny.
Wschodnie, całkowicie porośnięte lasem stoki Beskidu Korbielowskiego opadają do słowackiej doliny Polhoranki, zachodnie do polskiej miejscowości Korbielów. Ich dolną część zajmują pola i zabudowania Korbielowa. Poza tym góra jest całkowicie porośnięta lasem, jedynie w pobliżu przełęczy oddzielającej Beskid Korbielowski od Studenta znajduje się polana Gawlasia.
Polskie stoki Westki znajdują się w granicach wsi Korbielów w województwie śląskim, w powiecie żywieckim, w gminie Jeleśnia. Południowa część Beskidu Korbielowskiego znajduje się na terenie Żywieckiego Parku Krajobrazowego. Przez szczyt prowadzą dwa szlaki turystyczne (polski czerwony i słowacki niebieski).

## Nazwa
Państwowy rejestr nazw geograficznych i bazujące na nim mapy Geoportalu podają dla szczytu po wschodniej stronie Studenta nazwę Westka, przewodnik turystyczny i mapa Compassu nazwę Beskid Korbielowski. Według Aleksego Siemionowa prawidłowa nazwa to Beskid Korbielowski. Taką nazwę podawał już Andrzej Komoniecki żyjący w latach 1658–1728 i takiej nazwy używa ludność miejscowa. Na mapach austriackich z 1880 r. pojawiła się nazwa Weska i nazwa ta utrzymała się na późniejszych mapach PPWK, również w wersji Westka.

## Szlaki turystyczne
Główny Szlak Beskidzki na odcinku: schronisko PTTK na Hali Miziowej – przełęcz Glinne – Westka – Szelust (Beskid Krzyżowski) – Przełęcz Półgórska – Jaworzyna – Mędralowa.
  słowacki szlak graniczny